# Harry Tierney
Harry Tierney est un compositeur américain né le 21 mai 1890 à Perth Amboy, New Jersey (États-Unis), décédé le 22 mars 1965 à New York (New York).

## Filmographie
- 1925 : Sally d'Alfred E. Green
- 1930 : Dixiana
- 1930 : Half Shot at Sunrise
- 1931 : Traveling Husbands (en)
- 1932 : Westward Passage
- 1939 : Panama Lady
- 1939 : The Girl from Mexico
- 1939 : The Girl and the Gambler (en)